# Evangelisch-lutherische Kirche Wüppels

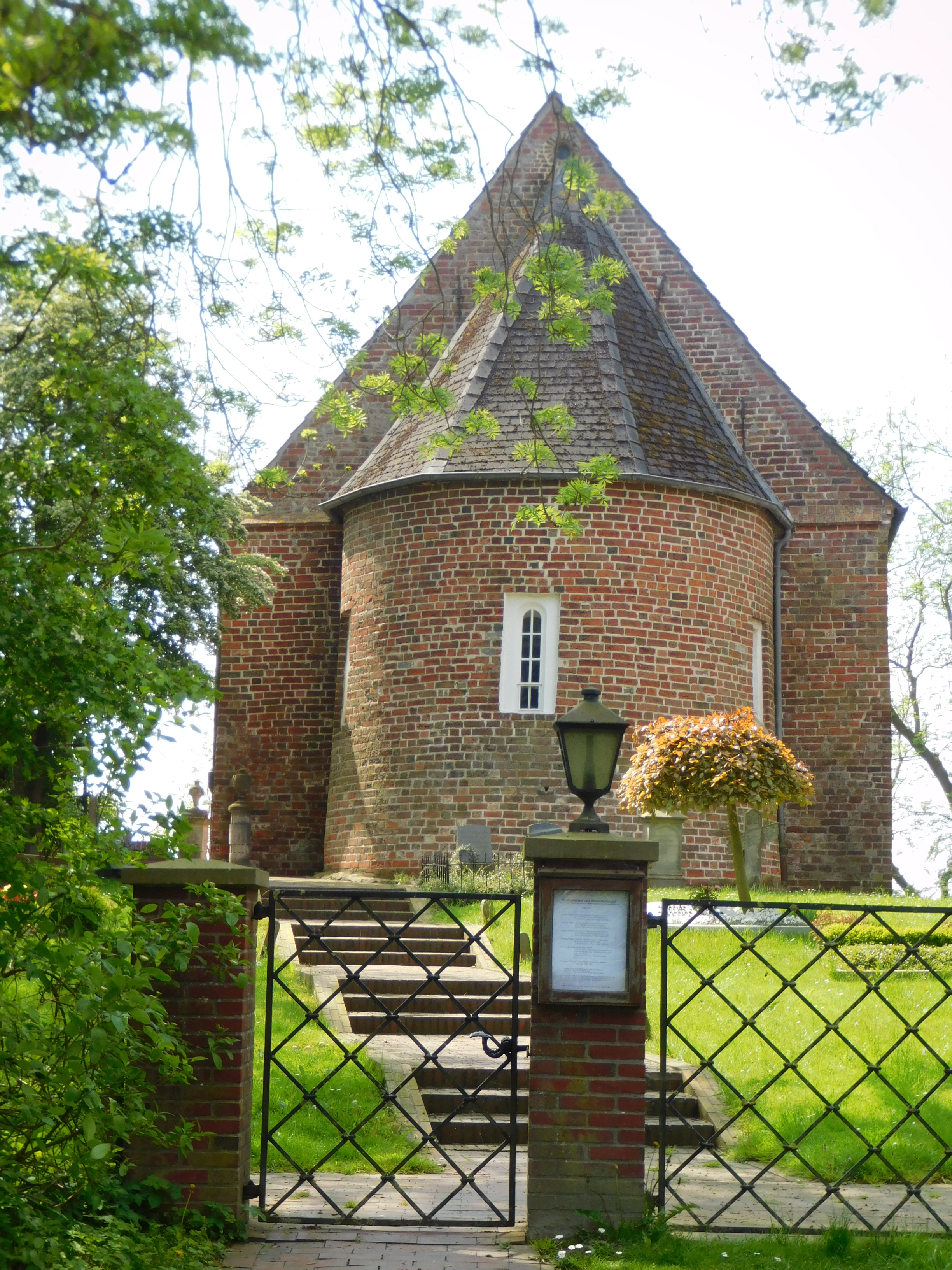
Wüppelser Kirche – vom Dorfplatz aus gesehen

Die Evangelisch-lutherische Kirche Wüppels (auch Wüppelser Kirche oder Kirche zu Wüppels genannt) ist eines der beiden Gotteshäuser der wangerländischen Kirchengemeinde St. Joost/Wüppels und Station des Wangerländischen Pilgerweges. Sie stammt aus dem späten 13. Jahrhundert und gehört zu den ältesten Kirchen Frieslands. Eine erste urkundliche Erwähnung der Wüppelser Kirche ist für 1350 belegt. Ein früheres Patrozinium ist unbekannt.

## Baubeschreibung

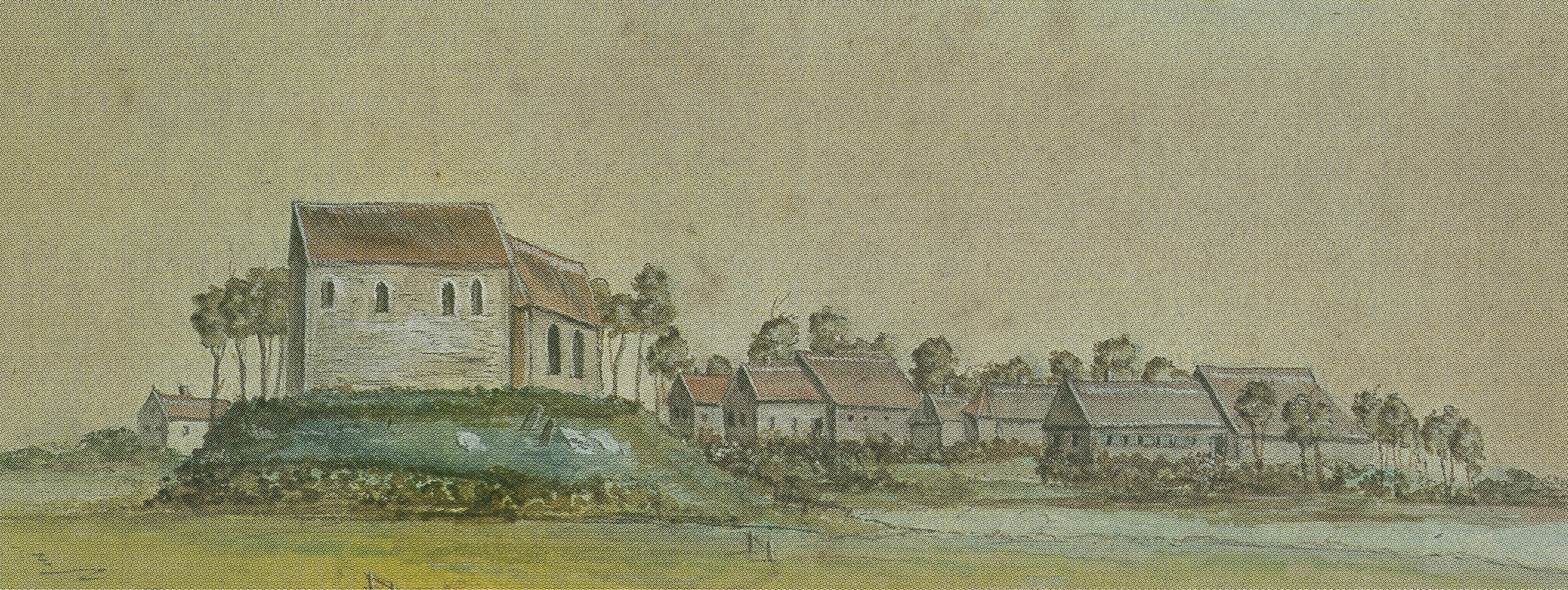
Kirch- und Dorfwarft Wüppels um 1790
Aquarell von E. Ch. Dunker (1735–1817)

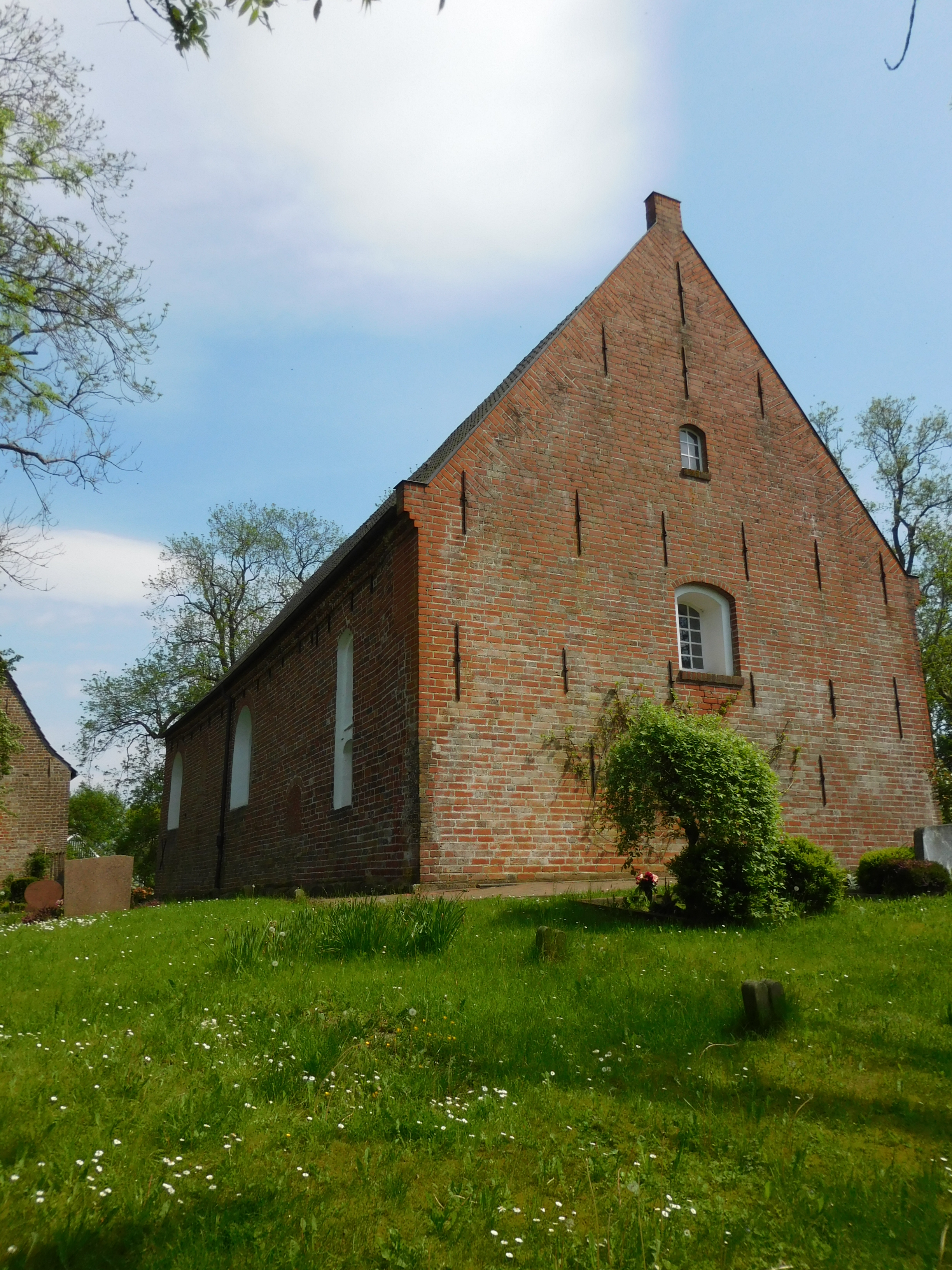
Westgiebel und Nordseite

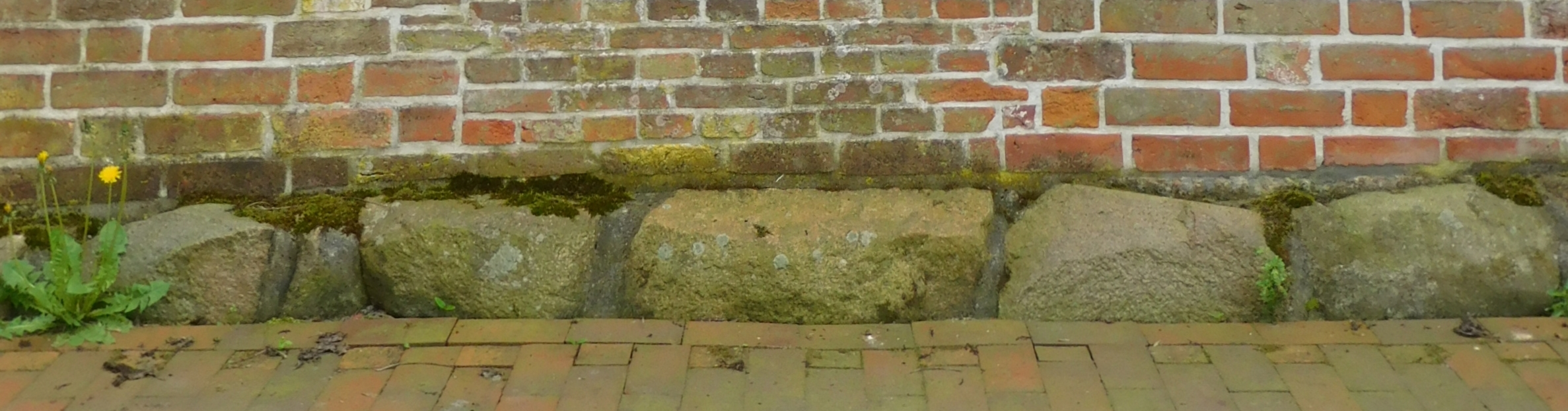
Findlinge als Fundament (Nordseite der Wüppelser Kirche)

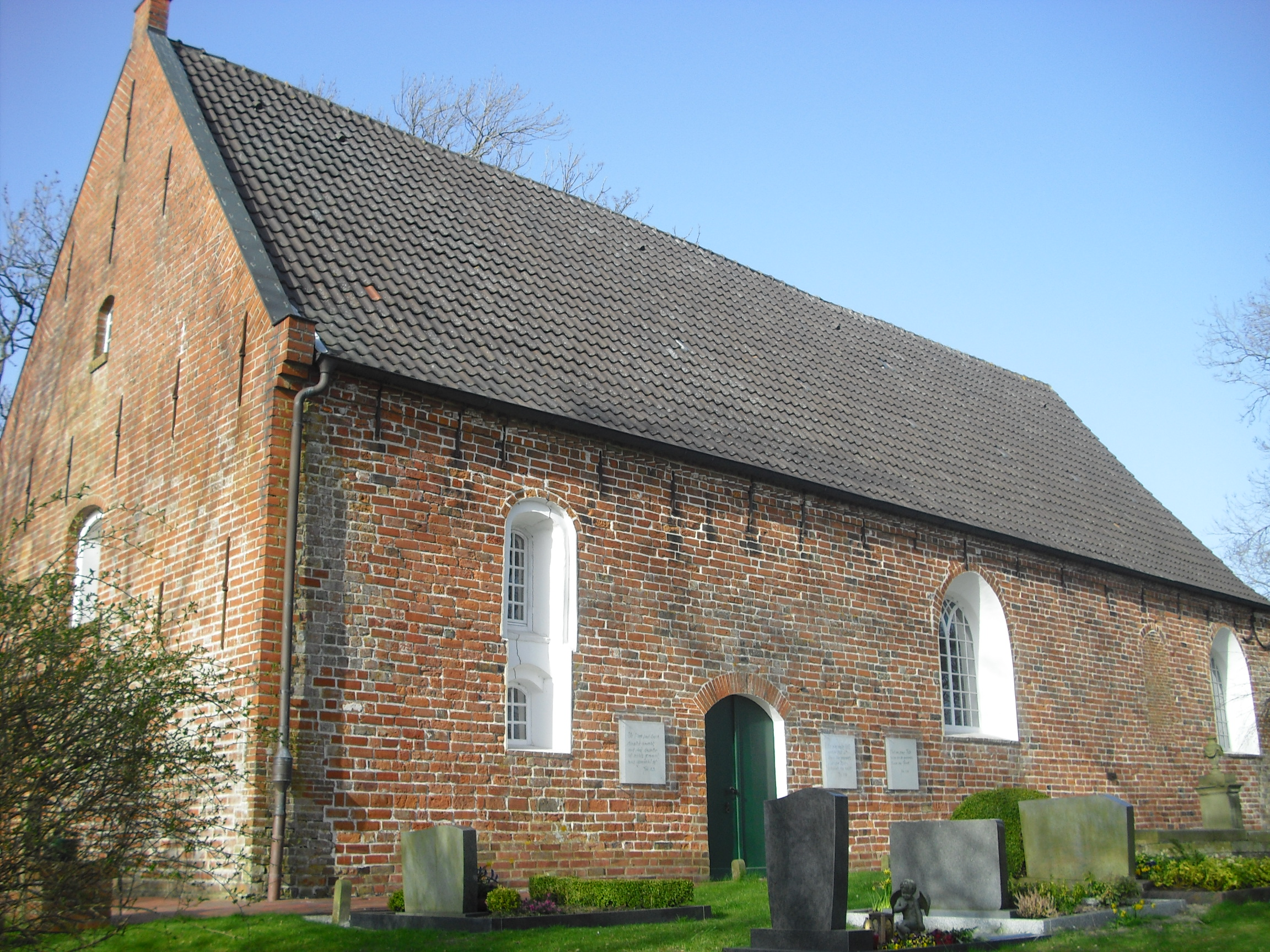
Südseite

Bei dem spätromanischen Wüppelser Gotteshaus handelt es sich um eine rechteckige Saalkirche mit einer nach Osten ausgerichteten, deutlich abgesetzten halbrunden Apsis. Sie steht auf einer eigenen Kirchwarft, die sich von Westen her an den mittleren Teil der Wüppelser Langwarft anlehnt, diese aber um einige Meter überragt. Auf der Kirchwarft befinden sich auch der Glockenturm und der Dorffriedhof.

### Kirchenäußeres
Die Wände des Kirchengebäudes, die in zweischaliger Ziegelbauweise ausgeführt sind und einen Kern aus Gussmauerwerk besitzen, ruhen auf einem Fundament von Findlingen. Das sichtbare Mauerwerk besteht aus Ziegelsteinen im sogenannten Klosterformat.
Die Apsis lässt drei kleine Fenster erkennen, von denen allerdings zwei, das nördliche und das südliche, zugemauert sind. Sie besitzt ein eigenes, ihrer Rundform entsprechendes polygones Dachwerk, das sich an den Giebel der Saalkirche anlehnt.
Die Südseite der Kirche weist drei Fensteröffnungen späteren Datums auf. Sie sind größer als die ursprünglich romanischen Fenster. Das vordere und das mittlere Fenster sind von ihrer Größe her identisch. Die hintere Fensteröffnung besteht aus zwei Fenstern, die übereinander angeordnet sind. Das obere Fenster sowie die im vorderen Mauerwerk sichtbaren Umrisse eines früheren Fensters lassen die ursprüngliche Größe der ehemaligen Fensteröffnungen deutlich erkennen. Im hinteren Drittel der südlichen Wand befindet sich das schlichte zweiflügelige Eingangsportal. Die Fensteröffnungen der Nordwand entsprechen in etwa denen der Südwand. Das Nordportal, dessen Umrisse im Mauerwerk noch deutlich zu erkennen sind, wurde zugemauert. Im mittleren Bereich der Nordwand ist das Findlingsfundament in Teilen erkennbar. Der schmucklose Westgiebel besitzt in der vertikalen Mittelachse zwei übereinander liegende Fenster. Die kleinere Fensteröffnung befindet sich im oberen, die größere im mittleren Bereich des Giebels.

### Ausstattung

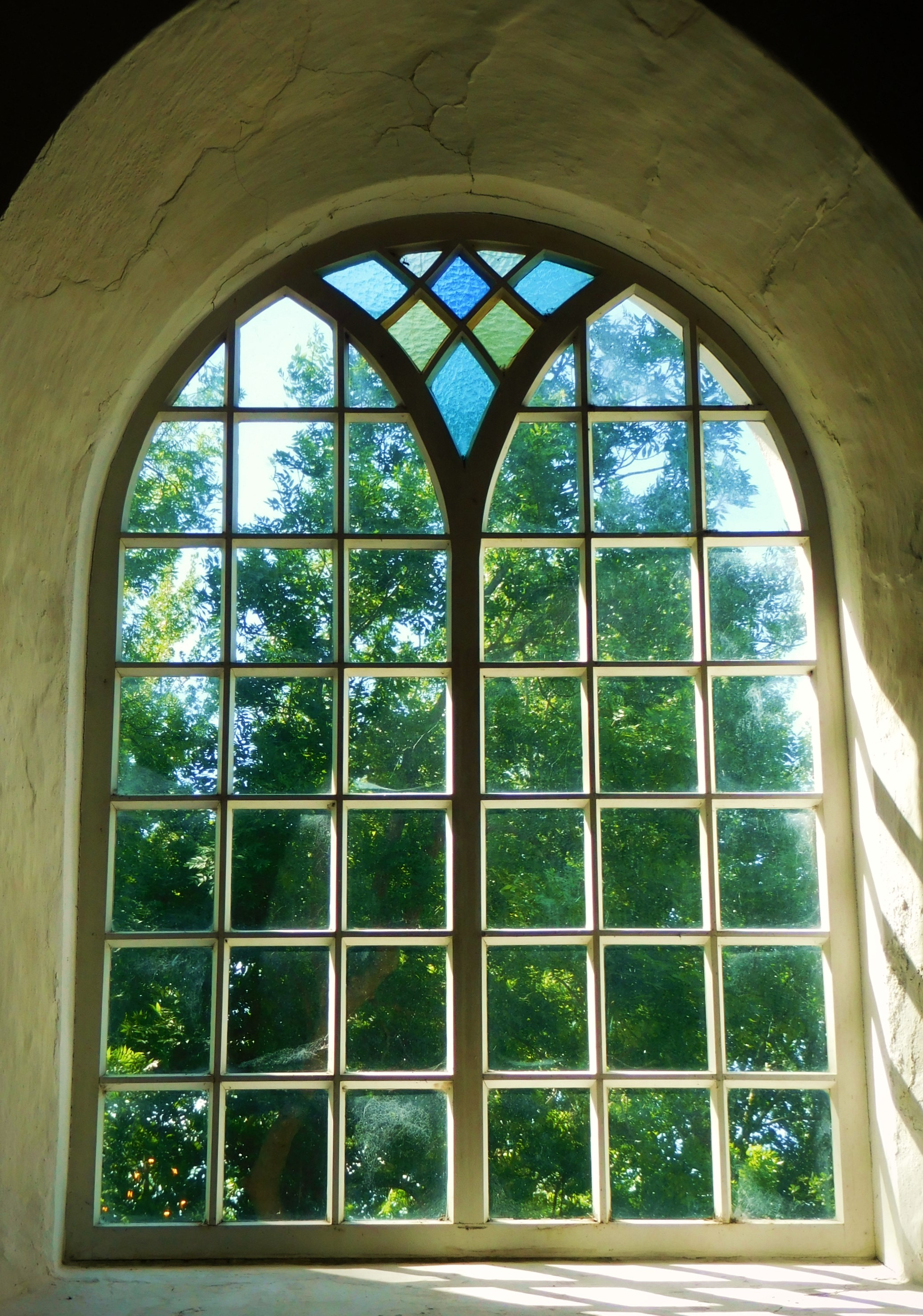
Kirchenfenster

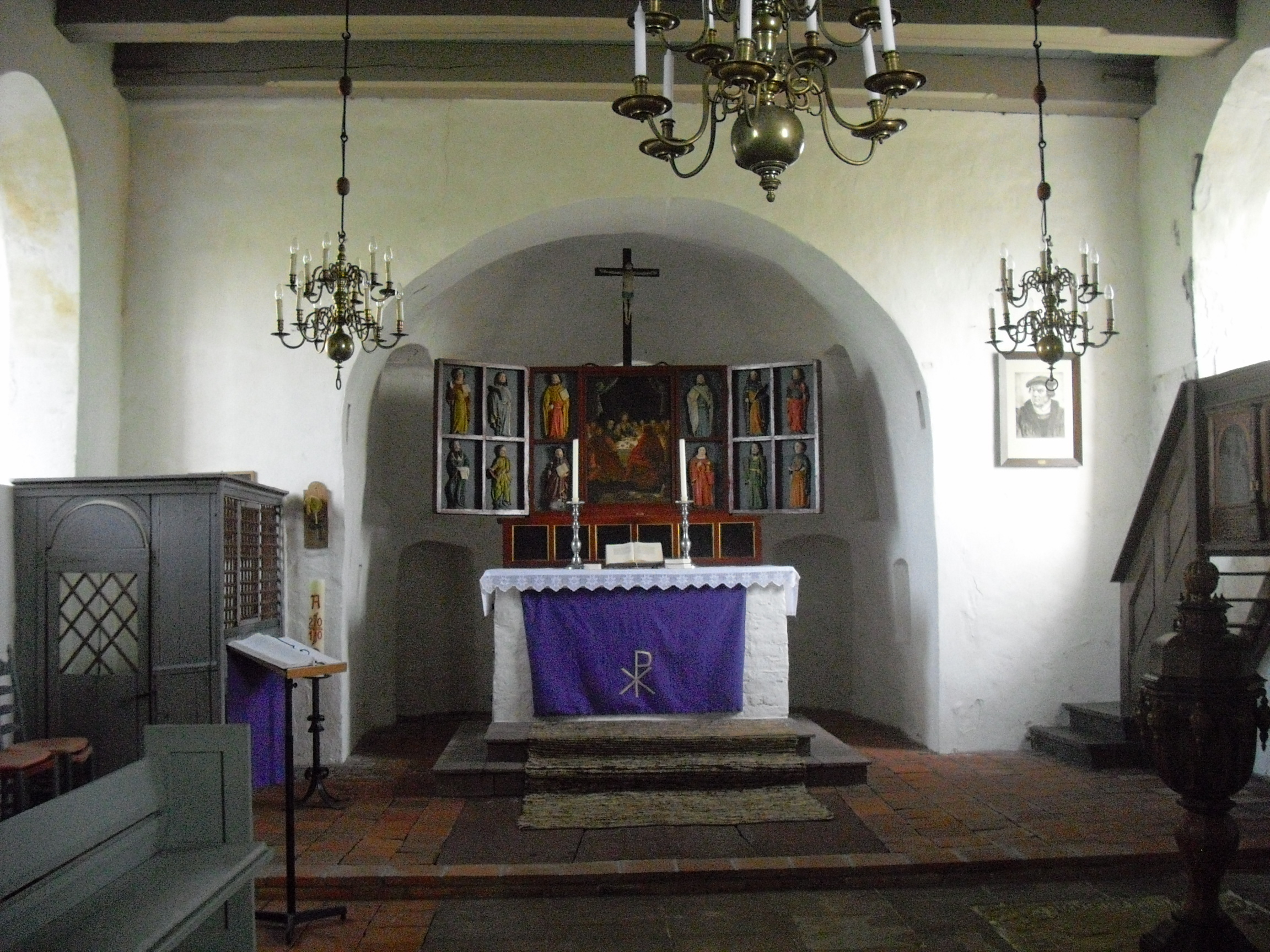
Altar von 1523

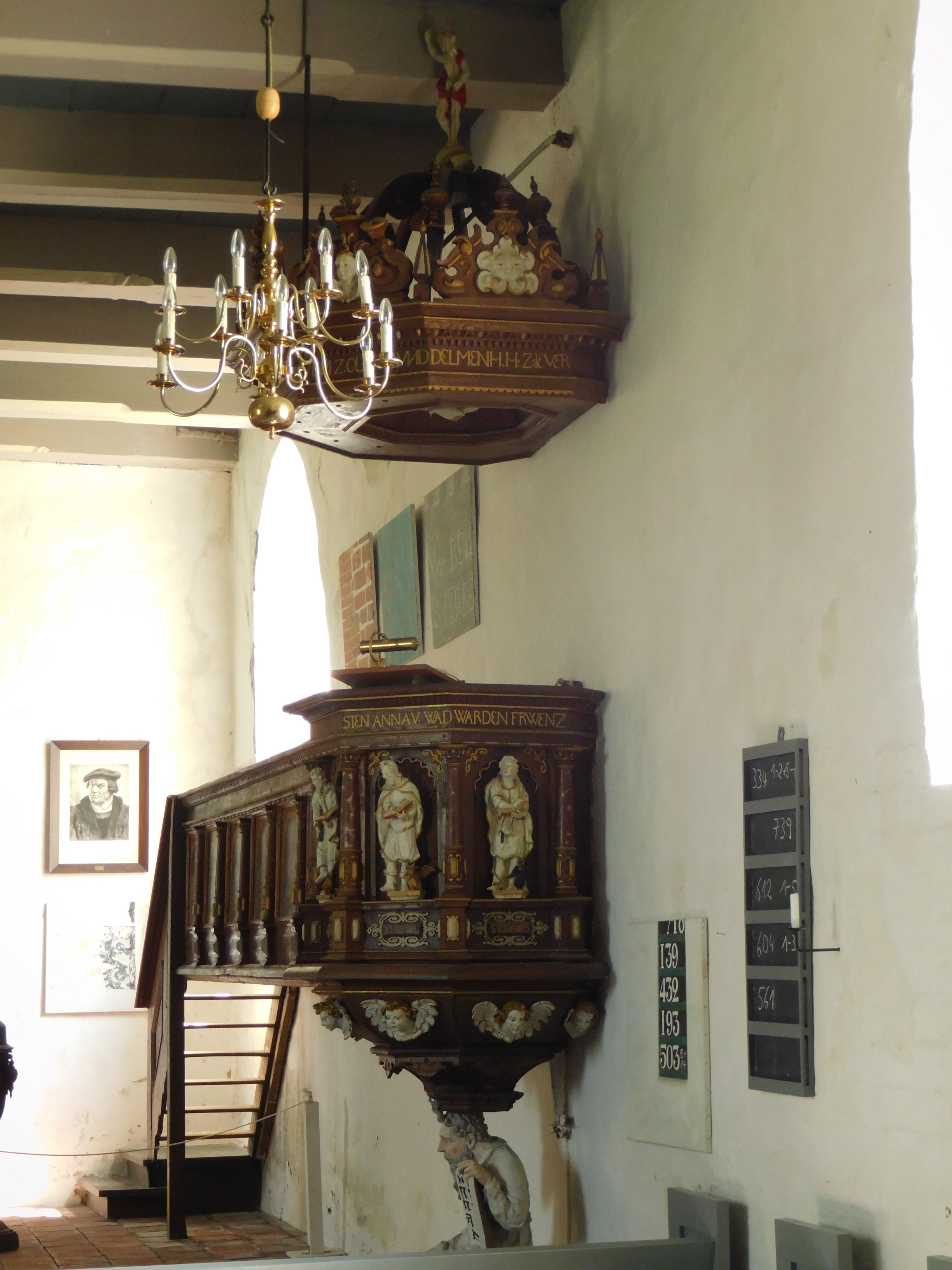
Kanzel

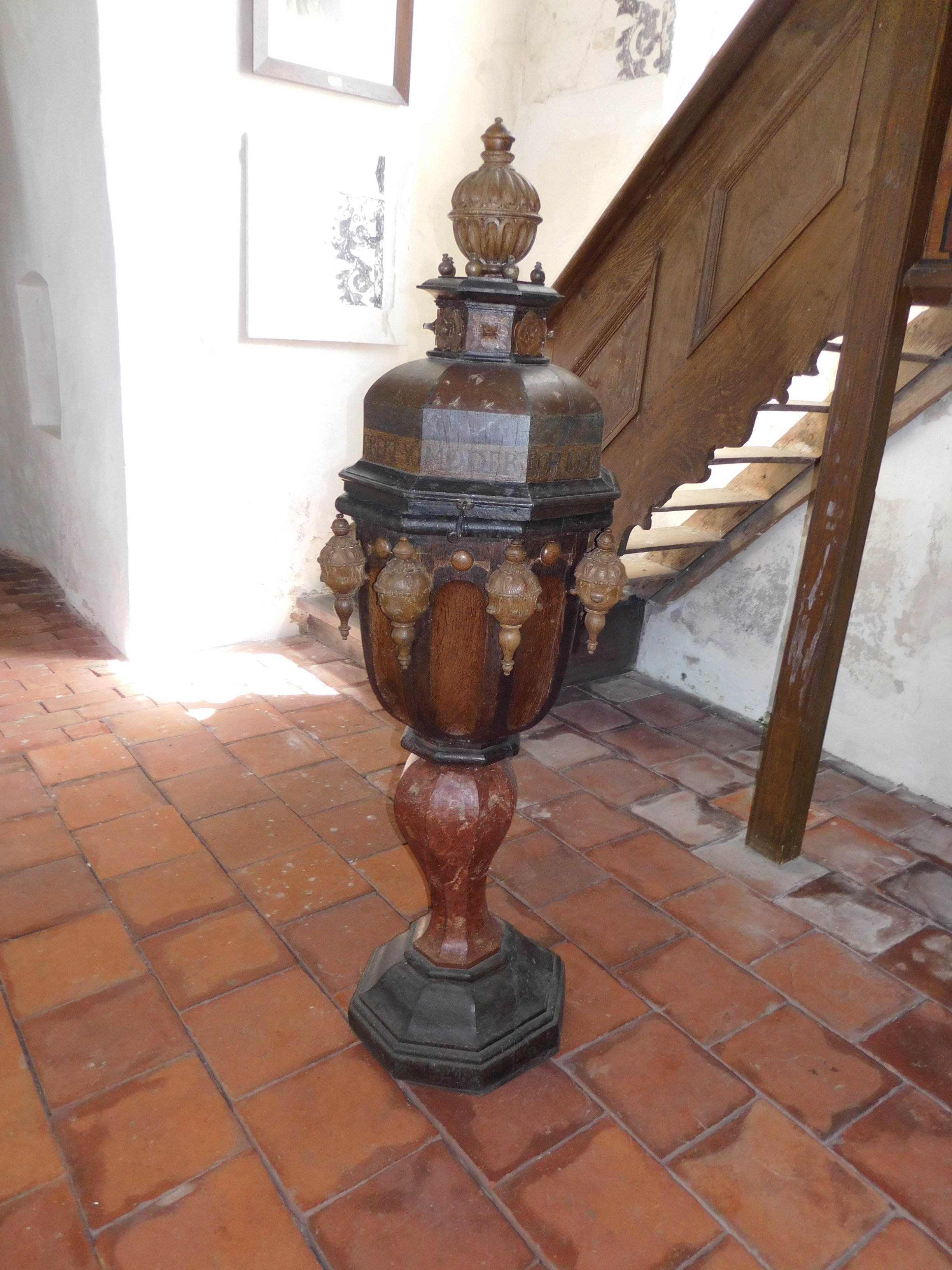
Taufe

Wer das im Sommer „verlässlich“ geöffnete Gotteshaus betritt, befindet sich direkt in den Gottesdienstraum. Ein Vorraum existiert nicht. Im hinteren Bereich der Kirche befindet sich die Orgelempore, die rechts und links des Instruments einige zusätzliche Sitzplätze bietet. Der Bereich unterhalb der Empore wurde vom Kirchenraum durch eine mit einer Tür versehenen Holzwand abgetrennt. Er dient als Sakristei und Technikraum. Die Kirche besitzt einen Mittelgang. Die Bänke rechts und links sind neueren Datums. Die beiden vorderen Kirchenbänke links sind auf die Kanzel ausgerichtet.
Die Kirchenfenster sind bis auf wenige farbige Elemente schmucklos und sorgen für ein helles Kircheninneres. An den Wänden befinden sich verschiedene Gedenktafeln, darunter solche, auf denen die Wüppelser Prediger seit der Reformationszeit verzeichnet sind, und andere, die an die Gefallenen der beiden Weltkriege erinnern.
Im Chor, der um eine Stufe über dem Niveau des übrigen Kirchraumes liegt, finden sich links (Nordwand) ein mit einem Holzgitter versehener Pfarrstuhl, in dem ein Bildnis Luthers hängt, und rechts (Südwand) ein auffälliger Kanzelaufgang sowie die Taufe. Ebenfalls an der Nordwand findet sich ein aufgerichteter Grabstein mit dem Namen Rike van Fischhus. In der Apsis sind noch deutlich die beiden zugemauerten Fenster zu erkennen. Das mittlere noch offene Fenster wird vom Aufsatz des Altares verdeckt.
Im Mauerwerk der Apsis ist zur Rechten des Altars eine Piscina eingelassen. Sie ist mit einem Segmentbogen versehen und gehört zu den 15 besterhaltenen Piscinen der ostfriesischen Halbinsel. Das Becken besteht aus rotem Sandstein, ist aber (fälschlicherweise) mit weißer Farbe übertüncht. Der Abfluss ist ebenfalls aus rotem Sandstein gefertigt.

#### Altar
Der Altar, der zwei Stufen über dem Niveau des Chorraumes liegt, stammt aus dem Jahr 1523. Er besteht im unteren Bereich aus weiß getünchten Klosterformatsteinen und schmiegt sich mit seinem zweiflügeligen hölzernen Aufsatz harmonisch in das Rund der Apsis ein. Der Überlieferung nach verdankt er seine Existenz einer Schenkung des Häuptlings Ricklef von Fischhausen. Das eigentliche Altarbild, das von einem unbekannten Künstler gefertigt wurde, zeigt Jesus und seine Jünger beim sogenannten Letzten Abendmahl. Auffällig ist an diesem Bild, dass der Lieblingsjünger Jesu nicht an der Brust seines Meisters lehnt, sondern auf dessen Schoß sitzt. Ähnliche, ältere Darstellungen finden sich unter anderem bei Matthias Grünewald und bei Hans Schäufelin (Kreuzaltar des Ulmer Münsters).
Flankiert wird das Altarbild von geschnitzten Figuren der Apostel Simon Petrus, Andreas, Jakobus (Sohn des Zebedäus) und Johannes. Die acht übrigen Apostel zieren die beiden Seitenflügel des Altars. Gekrönt wird der Altar durch ein Kruzifix.

#### Kanzel
Die aus Eiche gefertigte Kanzel ist eine Stiftung des Freiherrn von Schwarzenberg und seiner Gattin Anne von Waddewarden, Herrin auf Burg Fischhausen. Sie stammt aus dem Jahr 1634. Der Kanzelkorb, der auf der Figur des die Gesetzestafeln zeigenden gehörnten Mose ruht, zeigt die alabasterfarben gefassten vier Evangelisten mit den sie kennzeichnenden Attributen: Löwe (Markus), Stier (Lukas), Adler (Johannes) und Mensch (Matthäus). Auf der unteren Seite des Schalldeckels findet sich das Bild einer schwebenden Taube, Symbol des Heiligen Geistes. Die Figur des Christus, die eine Siegesfahne in der Hand hält, krönt den Kanzelhimmel.
Der langgestreckte Laufgang verband früher Kanzel und Pastorenstuhl. Er ist mit gemalten Personifikationen der drei christlichen Tugenden Glaube, Liebe und Hoffnung sowie der vier Kardinaltugenden (Gerechtigkeit, Tapferkeit, Klugheit und Mäßigung) geschmückt.

#### Taufe
Die Taufe ist das Geschenk einer Landrichterwitwe aus dem 17. Jahrhundert, genannt Moder Lohe [Mutter Lohe]. Es wurde 1634 der Kirchengemeinde übereignet Das Material des kunstvoll verzierten Taufbeckens besteht aus Holz. Es hat die Form eines blütenförmigen Kelches.

#### Orgel
Die erste Wüppelser Orgel wurde 1795 errichtet und stammt aus der Werkstatt des Wittmunder Orgelbauers Hinrich Just Müller. Das Instrument verfügte über acht Register auf einem Manual; ein Pedal war nicht vorhanden. Der fünfachsige Prospekt wird durch schlichte Lisenen gegliedert. Der überhöhte runde Mittelturm wird durch zwei geschwungene Flachfelder mit den äußeren Rundtürmen verbunden. Rocaillen verzieren die Pfeifenfelder unten und oben, bekrönen die drei Türme mit ihren profilierten Gesimsen und bilden die seitlichen Blendflügel. Umbauten erfolgten durch den Orgelbauer Johann Martin Schmid (Oldenburg) in den Jahren 1908 und 1912. Nachdem Schmid zunächst einige Register ausgetauscht und ein Pedal mit einem Subbass 16′ ergänzt hatte, baute er 1912 eine pneumatische Traktur und eine zweimanualige Spielanlage ein. Das jetzige einmanualige Instrument mit sieben Registern ist ein Werk der Orgelbaufirma Alfred Führer (Wilhelmshaven) aus dem Jahr 1964 in dem historischen Gehäuse von Müller. Die Disposition lautet wie folgt:

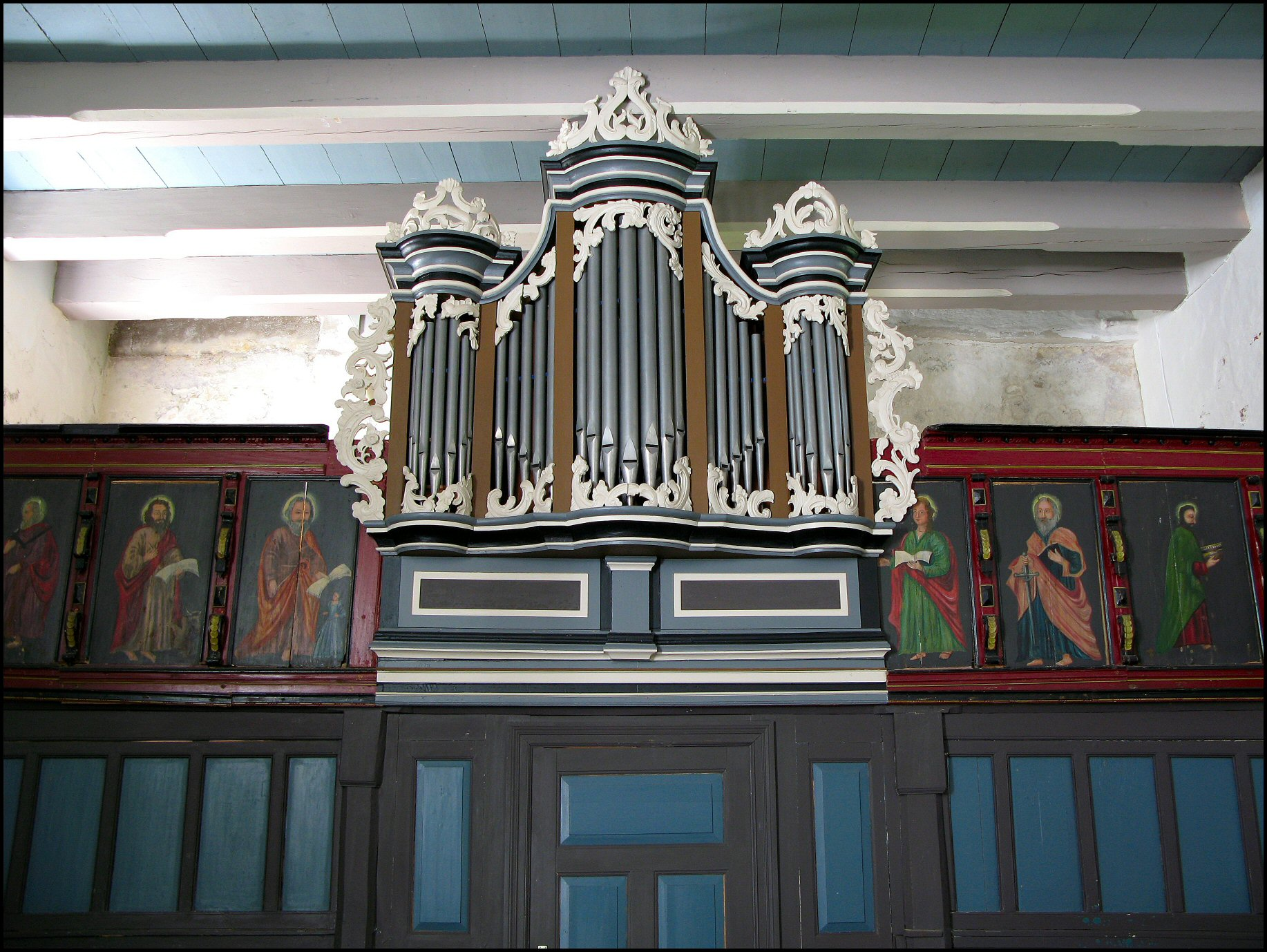
Historischer Prospekt der Wüppelser Orgel

| I Manual C–f3 |    |
| Gedackt       | 8′ |
| Quintade      | 8′ |
| Principal     | 4′ |
| Rohrflöte     | 4′ |
| Oktave        | 2′ |
| Mixtur IV     | 1′ |

| Pedal C–d1 |     |
| Subbass    | 16′ |

- Koppel: I/P

#### Grablege
Im Wüppelser Gotteshaus finden sich vier aus Sandstein gefertigte Steinplatten. Zwei von ihnen haben ihren Platz direkt vor dem Altar, ein weiterer liegt im Chorbereich und ein vierter direkt hinter der Schwelle des Kirchenportals. Sie stammen aus dem 13. Jahrhundert, besitzen keine Inschriften, nur schlichte Symbole und Verzierungen, zum Beispiel Kreuze und Krummstäbe sowie stilisierte Bänder, die dem Eisenbeschlag einer Holztruhe ähneln. Nähere Untersuchungen haben ergeben, dass es sich bei diesen Steinplatten um Deckel steinerner Großsarkophage handelt. Diese bestanden ebenfalls aus Sandstein, waren aus einem Block gehauen und jeweils als vorläufige Ruhestätte mehrerer Verstorbener gedacht. Nach einer gewissen Liegezeit wurden die zuerst Bestatteten dem Sarkophag entnommen und auf dem Friedhof beigesetzt. Der so entstandenen Platz konnte wieder für neue Beisetzungen genutzt werden. Die Funktion dieser namenlosen Steinsärge ist den in älteren Kirchen vorfindlichen Grabkellern zu vergleichen.
Im 16. und 17. Jahrhundert war die Wüppelser Kirche Grablege der adeligen Familie zu Fischhausen. Darauf verweisen die wappengeschmückte Grabplatten im Mittelgang des Gotteshauses. Der Adelssitz der hier bestatteten Familienmitglieder war die Burg Fischhausen. Sie befindet sich im Osten des Wüppelser Kirchspiels und ist bis heute – wenn auch erheblich verändert – erhalten.

## Glockenturm

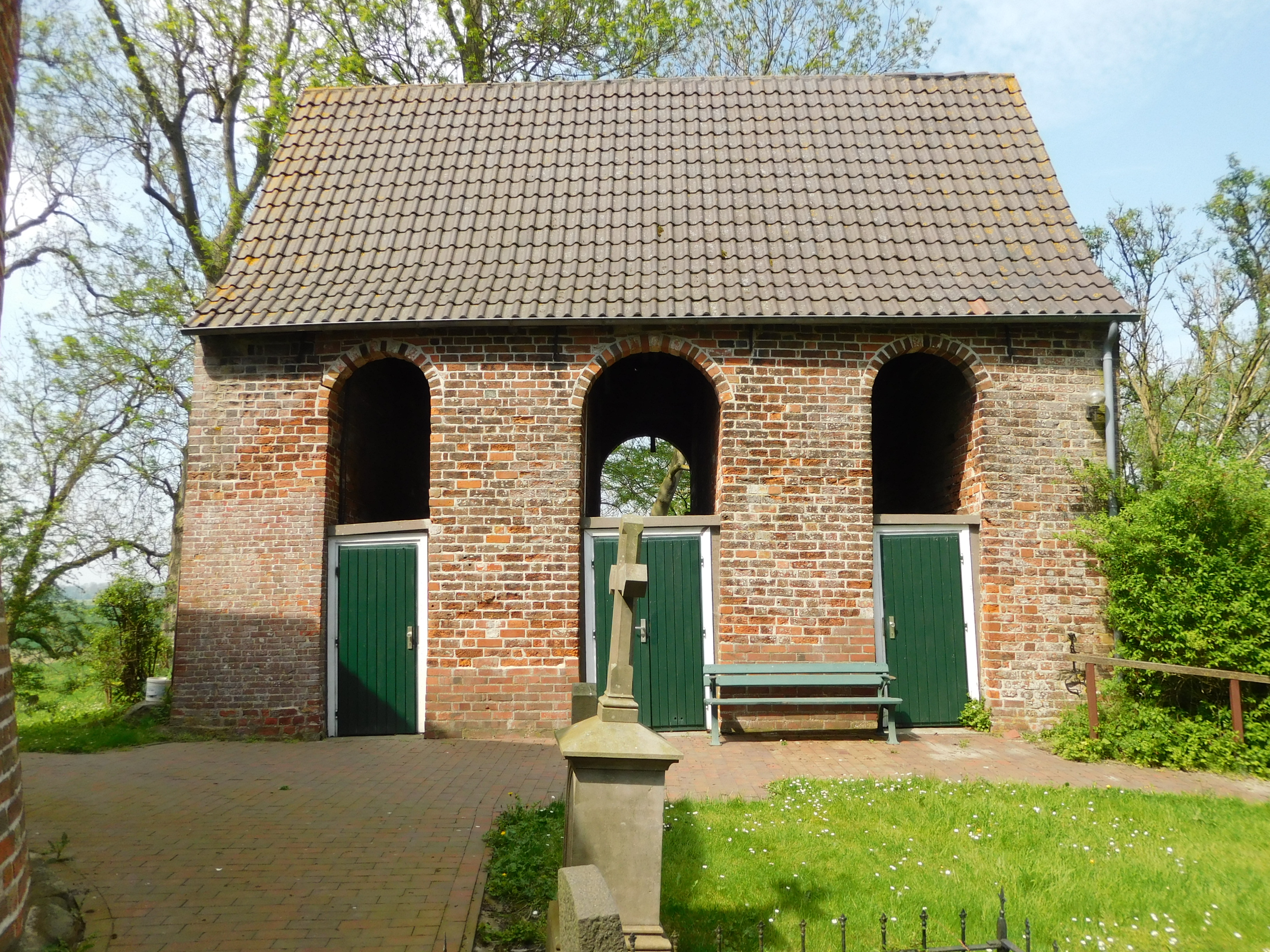
Glockenturm

Der Glockenturm gehört zum sogenannten Parallelmauertyp mit Satteldach. Er stammt aus dem 17. Jahrhundert. Die ältere Glocke wurde um die Mitte des 17. Jahrhunderts, die jüngere in den 1960er Jahren gegossen.

### Bauwerk
Der freistehende Glockenturm der Wüppelser Kirche hat einen rechteckigen Grundriss. Vier mächtige Ziegelsteinmauern, die im 17. Jahrhundert in nord-südlicher Richtung parallel nebeneinander gestellt wurden, sind durch ein Dachwerk miteinander verbunden. In die Mauern sind Holzbalken eingelassen. Sie tragen jeweils das Lager des Glockenjochs. In der von Süden aus gesehen linken und mittleren Öffnung hängt jeweils eine Glocke. Das rechte der drei romanischen Schalllöcher ist heute glockenlos. Im unteren Bereich sind drei Türen zu sehen, hinter denen sich die zum Betrieb der Glocken notwendige Technik sowie Abstellräume der Friedhofsverwaltung befinden.
An der Außenwand des Glockenturms ist ein historisches Halseisen befestigt. Es wurde im Strafvollzug für leichtere Vergehen eingesetzt. Wer etwa einen Diebstahl begangen hatte oder des Ehebruchs überführt worden war, wurde mit dem Eisen für eine gewisse Zeit an das Mauerwerk des Glockenturms gekettet. Auch längeres Fernbleiben vom Gottesdienst konnte so geahndet werden.

### Glockengeschichte

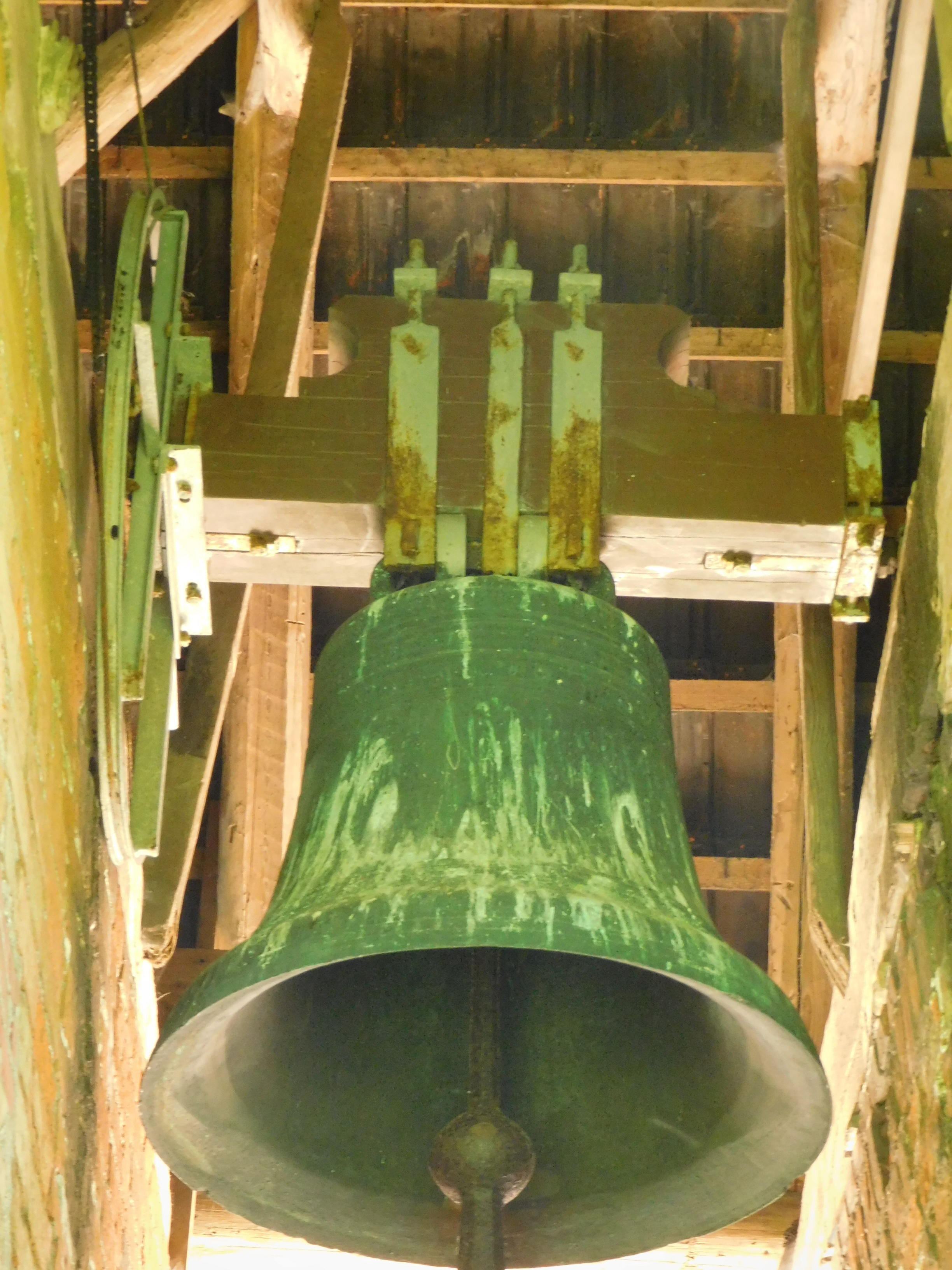
Glocke 1, 1962 gegossen von Rincker/Sinn

Im Jahr 1657 kam der Glockengießer Gottfried Baulard (auch Godfri[e]d Baulard geschrieben) nach Wüppels. Er gehörte zu den aus Lothringen stammenden Wandergießern, die ab 1620 in Ostfriesland und in Oldenburg tätig waren. Bis etwa 1660 nahmen sie als Glockengießer eine ähnlich führende Rolle ein wie vor ihnen die Familie Klinghe. Baulard und seine Kollegen hätten – so Rauchheld in seiner Glockenkunde Oldenburgs – „im Norden des Oldenburger Landes manch gute Glocke gegossen“. Baulard, der vorher in Waddewarden und nachher im Amt Vechta tätig war, goss für Wüppels zwei Glocken. Der Durchmesser der großen Glocke betrug 123 cm, der der kleinen 96 cm. Beide Glocken trugen eine identische Ornamentik und eine gleiche Inschrift. Um 1800 fertigte ein unbekannter Glockengießer eine dritte (damals die sogenannte „mittlere“) Glocke für Wüppels an. Ihr Durchmesser betrug 102 cm. Weitere Informationen zu dieser Glocke und ihrem Gießer sind nicht bekannt.
Im Jahr 1869 goss der Reepsholter Glockengießer Mammeus Fremy die größere der beiden Baulard-Glocken um. Grund dafür war vermutlich ein Sprung. Ob Schmuck und Inschrift dabei von der alten für die neue Glocke übernommen wurde, ist nicht bekannt.
Während des Ersten Weltkrieges wurden die beiden größeren Glocken abgenommen und 1917 für Kriegszwecke eingeschmolzen. Die kleine von Gottfried Baulard gefertigte Glocke mit dem Schlagton a' blieb dagegen erhalten. 1936 fertigte die im hessischen Sinn ansässige Glocken- und Kunstgießerei Rincker eine neue Glocke mit dem Schlagton g'. Sie hatte einen Durchmesser von 105 cm, ein Gewicht von 670 kg und trug den Namen Lutherglocke. In der Zeit des Zweiten Weltkrieges wurde auch sie eingeschmolzen. Am 10. April 1962 goss die Firma Rincker eine neue Lutherglocke, die mit der Baulard-Glocke von 1657 als sogenanntes Terzgeläut gut harmoniert.

### Glocken
Das Wüppelser Geläut besteht heute aus zwei Glocken: Die neue Lutherglocke (im Folgenden Glocke 1 genannt) und die sogenannte Baulard-Glocke (im Folgenden Glocke 2 genannt).
| Glocke | Gießer                             | Gussjahr | Material | Masse/kg | Durchmesser/cm | Schlagton | Inschrift |
| ------ | ---------------------------------- | -------- | -------- | -------- | -------------- | --------- | --- |
| 1      | Glocken- und Kunstgießerei Rincker | 1962     | Bronze   | 657      | 105            | fis' +/-0 | Schriftband um Glockenhals: „EIN FESTE BURG IST UNSER GOTT + DAS REICH MUSS UNS DOCH BLEIBEN“ – Wolm über dem Glockenschlagring: „EVANG.LUTH.KIRCHENGEMEINDE ST.JOOST–WÜPPELS“. Auf der Rückseite finden sich Gießerzeichen und Gussjahr. |
| 2      | Gottfried Baulard                  | 1657     | Bronze   | ca. 400  | 96             | a' +2     | Schriftband um Glockenhals (einzeilig): „ANTON GÜNTHER COMES OLDENBURG ET DELMENHORST DOMINUS JEVER ET KNIPHAUSEN SIT HONOR DEO IN SUPERNIS NATO PAX IN HISCE TERRIS ANIMA AEQUA MENS ALUMNIS ANNO 1657 ECCLESIASTE TEUTHORN ISLEBIUS AEDILIBUS ECCLES MEIN THEILEN ET HAJ MEENEN F.H.C.MAGISTER GOTTFRIDUS BAULARD LOTHRINGIUS ME FECIT“. Über und unter der Inschrift ist jeweils ein Palmfries eingraviert. |

## Pastorei

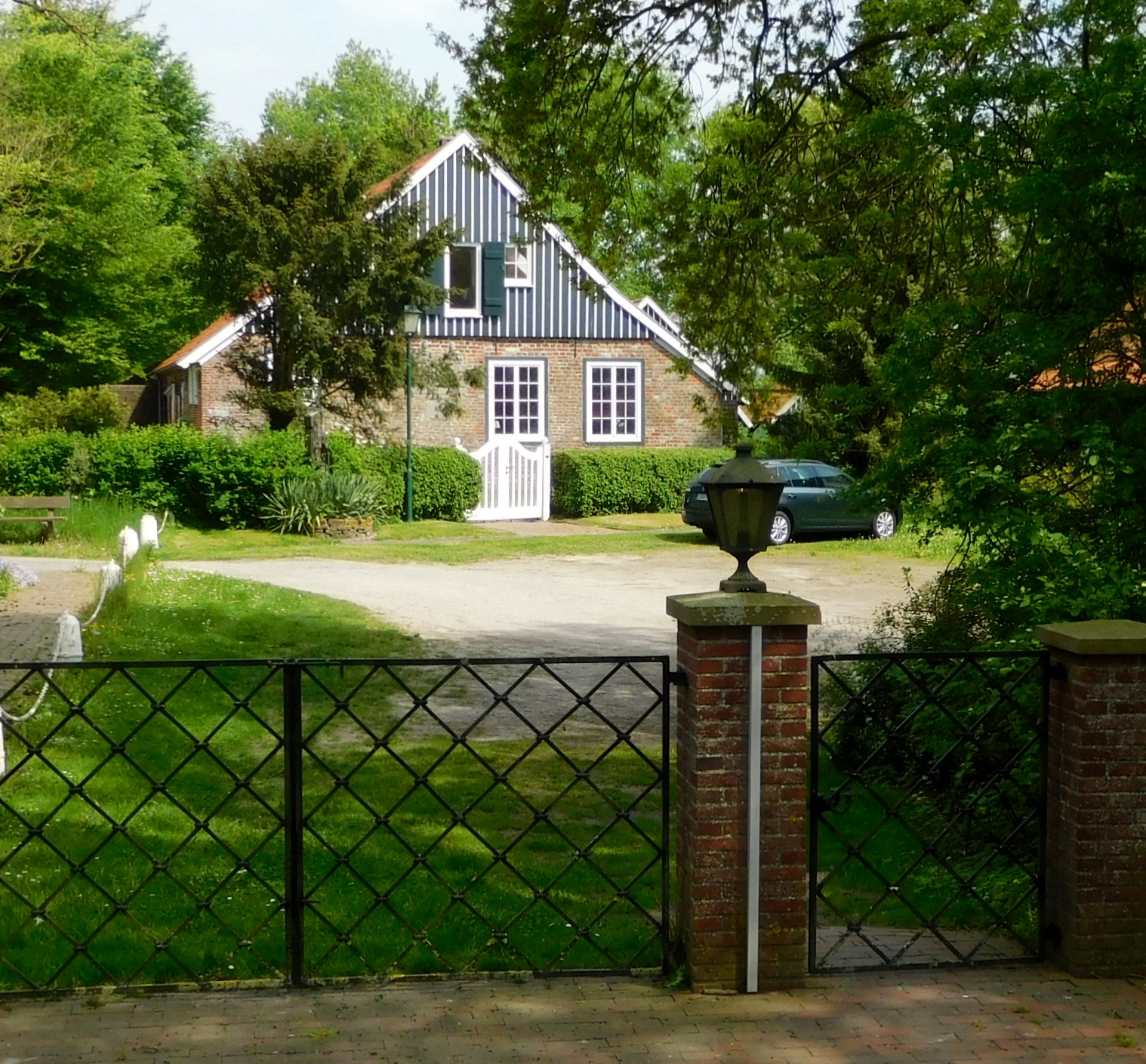
Alte Pastorei Wüppels

Das ehemalige Wüppelser Pfarrhaus wurde 1609 errichtet und nach einem zerstörenden Blitzschlag 1679 wieder aufgebaut. Im Jahr 1976 erfolgte von privater Hand eine grundlegende Restaurierung des heute denkmalgeschützten Wohnhauses.
Die alte Pastorei liegt der Wüppelser Kirche gegenüber und säumt mit dem historisch Krug und der ehemaligen Schule (heute: Ferienhaus Windlicht) den Wüppelser Dorfplatz. Am Giebel sind die Wappen des Oldenburger Grafen Johann (auch bekannt als Graf Johann, der Deichbauer) und seiner Gemahlin Elisabeth (geborene von Schwarzburg-Blankenburg) angebracht. Der letzte Wüppelser Pfarrherr, der in der Pastorei amtierte, war der aus Aurich stammende Hinrich Carl Eduard Harms, Pastor in Wüppels von 1876 bis 1904.

## Gemeindegeschichte
Die Anfänge des Wüppelser Kirchspiels, das zu den kleinen, aber reichen Gemeinden des Wangerlandes gehörte, liegen im Dunkeln. Nach dem sogenannten Stader Kopiar, das den Aufbau und die Struktur des ehemaligen Erzbistums Bremen um 1420 dokumentiert, gehörte Wüppels („Woppelensze“) zum Sendkirchenbezirk („sedis synodalis“) Wanga, der sein Zentrum in der „Gokercken“ (= Gaukirche; gemeint ist hier die Kirche St. Sixtus und Sinicius in Hohenkirchen) hatte. Im selben Dokument findet sich der Hinweis, dass Wüppels über eine Vikarie verfügte und der Bremer Domdechant das Besetzungsrecht für beide Priesterstellen hatte.
Wann genau der erste evangelische Gottesdienst in Wüppels gefeiert wurde, ist unbekannt. Auf den an der Nordwand der Kirche angebrachten Holztafeln werden bereits Sartorius (Amtszeit unbekannt) und Poppe (um 1535) „Diener des Evangelii zu Wüppels nach der Reformation B. Lutheri“ genannt. Als Fräulein Maria, die Herrin des Jeverlandes, 1548 von den Predigern ihrer Herrschaft eine Stellungnahme zum Augsburger Interim erbat, war die Pfarrstelle der etwa 260 bis 270 Mitglieder umfassenden Kirchengemeinde Wüppels vakant.
Der erste Wüppelser Pfarrherr, dessen lutherisches Glaubensbekenntnis bekannt und belegt ist, war Antonius Morenanus. Er stammte aus Mechelen, hatte sich nach seinem Theologiestudium in Löwen den Augustiner-Eremiten seiner Heimatstadt angeschlossen und sich dort der lutherischen Lehre zugewandt. Als Glaubensflüchtling fand er um 1540 Asyl in Wesel, das damals zum Herzogtum Kleve gehörte und wurde hier 1543 zum Prediger der Stadtkirche berufen. 1548 musste Morenanus – er war inzwischen verheiratet – auch hier weichen. Noch im selben Jahr gelangte er durch Vermittlung des Oldenburger Grafen Christoph von Oldenburg, Vetter der bereits erwähnten Herrin Maria, nach Jever und erhielt die vakante Wüppelser Pfarrstelle. In der jeverländischen Kirche übernahm er alsbald eine führende Rolle und wirkte an der Abfassung deren Glaubensbekenntnis und Kirchenordnung mit. Morenanus verstarb nach knapp 26 Dienstjahren in Wüppels. Seine Nachfolge im Pfarramt trat sein Schwiegersohn Johann Lieffeldt an.
Im Jahr 1614 errichtete die Kirchengemeinde Wüppels eine Schule. Finanziert wurde der Schulbau durch eine Stiftung der Jungfer Margarethe von Fischhausen. Das Gebäude bestand aus zwei Schulzimmern, einer Lehrerwohnung und einem Stall für die Milchkuh, die zur Ausstattung der Lehrerstelle gehörte. 1835 wurde das Schulhaus neu errichtet. Es ist noch weitgehend erhalten und wurde inzwischen zu einer Pension umgebaut. Insgesamt 33 Lehrer wirkten an der einklassig geführten dörflichen Bildungseinrichtung. Ihr erster Schoolmester war Johannes Limbachius (1814 bis 1818), ihr letzter Gustav Ehlers (1966). Im Jahr 1965 schloss die Schule nach gut dreihundertfünfzig Jahren Geschichte ihre Pforten.
Von 1909 an waren die ehemals eigenständigen Kirchengemeinden Wüppels und St. Joost miteinander verbunden. Geistlich betreut wurde die Gemeinde Wüppels/St. Joost von 1992 bis 2022 durch ein Gemeinschaftspfarramt mit der Kirchengemeinde Pakens-Hooksiel. Seit 2023 gehört St. Joost–Wüppels zusammen mit den ehemaligen Kirchengemeinden Hohenkirchen, Middoge, Oldorf, Pakens-Hooksiel, Wüppels, Tettens und Waddewarden-Westrum zur Ev.-luth. Kirchengemeinde Wangerland.

## Pastoren
Seit Anfang des 16. Jahrhunderts waren – offiziell eingesetzte Vakanzvertreter mitgezählt – 32 Pastoren in Wüppels tätig. Längere Vakanzen gab es nur im 20. und im 21. Jahrhundert. In vorreformatorischer Zeit existierte in Wüppels eine Vikarie, die ihren Sitz und ihre Ländereien dort hatte, wo sich heute der Wohnplatz Oldeborg befindet.
Die folgende Liste folgt bis 1980 dem Verzeichnis der Oldenburger Prediger. Für die Zeit nach 1980 sind weitere Quellen (darunter die auf Holztafeln verzeichnete Liste der Wüppelser Geistlichen) benannt.
| Nr | Geistliche                         | Zeitraum  | Anmerkungen |
| -- | ---------------------------------- | --------- | --- |
| 01 | Johannes Sartorius                 | ?         | Orientalist; sprach mehrere orientalische Sprachen |
| 02 | Heero Poppe                        | um 1534   | Poppe besiegelte am 26. Januar 1534 als „pastoer to Wyppels“ einen Kaufvertrag. |
| 03 | Antonius Morenanus Mechlinenses    | 1548–1574 | Mechlinenses [= aus Mecheln stammend] wurde wegen seiner lutherisch geprägten Verkündigung 1558 aus dem katholischen Wesel (Herzogtum Kleve) vertrieben. Er soll während seiner Wüppelser Amtszeit wesentlichen Anteil an der Entstehung der Confessio jeverensis, des Jeverschen Glaubensbekenntnisses, gehabt haben. Morenanus verstarb am Karfreitag (9. April) 1574 in Wüppels. |
| 04 | Johannes Lieffeldt                 | 1574–1608 | gebürtig aus Wildeshausen; Schwiegersohn seines Vorgängers Antonius Morenanus Mechlinenses. Ihm wurde Kryptocalvinismus vorgeworfen, was 1608 zu seiner Entlassung aus dem Dienst führte. Er verstarb am 21. August 1618 in Hooksiel. |
| 05 | Magister Johann Cronenberg         | 1609–1610 | war mit der Tochter seines Vorgängers verheiratet. Er verstarb am 31. Juli 1610 und wurde drei Tage später in der jeverschen Stadtkirche beigesetzt. |
| 06 | Henricus Rennecherus               | 1612–1648 | gebürtig aus Damme (im Stift Osnabrück); er folgte seinem Vorgänger „sowohl im Amte als [auch im] Ehebette“. Sein langer Ausbildungsweg hatte ihn unter anderem über Hamburg und Stade nach Rostock und Greifswald geführt. Er wurde 1612 ordiniert und ist vermutlich 1648 gestorben. In der Wüppelser Kirche befindet sich an der Nordwand ein Epitaph, das an ihn erinnert. |
| 07 | Franciscus Friso                   | 1649–1650 | verstarb am 4. März 1650 (in Wüppels?) |
| 08 | Johannes Teuthorn                  | 1650–1673 | 1608 in Eisleben geboren; war vor seiner Einführung in Wüppels Rektor an der Prinzialschule in Jever. Teuthorn verstarb in Wüppels und wurde dort am 17. November 1673 begraben. Der ältere Sohn Teuthorns war Advokat in Zerbst, der jüngere Pastor in Sillenstede. |
| 09 | Christianus Ger[c]kenius           | 1673–1681 | gebürtig aus Golzwarden; war zunächst Vikar seines Vorgängers und übernahm nach dessen Ableben die Wüppelser Pfarrstelle. |
| 10 | Bernhardus Pulvermacher            | 1681–1699 | gebürtig aus Jever; studierte in Wismar, Danzig und Rostock und war zunächst Vikar in Waddewarden. Er verstarb am 27. März 1699 in Wüppels. |
| 11 | Anton Günther Bruns                | 1700–1722 | gebürtig aus Jever– |
| 12 | Julius Ludovicus Stolt[e]nau       | 1723–1727 | gebürtig aus Esens; war zunächst Prediger im Groninger Land und kam von dort als „Unterprediger“ nach Dornum in Ostfriesland. 1723 wurde er in Wüppels eingeführt und starb hier am 28. Dezember 1727. Bekannt geworden ist er durch seine 1722 erschienene Schrift Ostfrieslands Freudenschall und Trauerfall, in der er über die Ereignisse des Jahres 1717 schrieb und dabei sowohl des 200-jährigen Reformationsjubiläums als auch der schweren Sturmflut und ihrer Opfer gedachte. |
| 13 | Magister Gottfried Victor Moehring | 1729–1734 | 1608 in Lindau (heute ein Ortsteil der Stadt Zerbst) geboren; ab 1609 Rektor der jeverschen Provinzialschule, nach 1734 Pastor in Neuende, wo er 1750 nach längerer Krankheitszeit verstarb. Sein Vater war der Zerbster Archidiakon und Hofprediger Paul Heinrich Möhring, sein ältester Sohn der Arzt, Botaniker und Ornithologe Paul Heinrich Gerhard Möhring (1710–1792). |
| 14 | Johann Anton Lingius               | 1734–1743 | geboren am 4. August 1686 in Wiefels, wo sein Vater Pastor war. Nach seiner schulischen Ausbildung in Jever, Lauban und Zittau folgte ein Studium an der Universität Wittenberg. 1718 kam er als Hilfsgeistlicher nach Westrum und wurde dort nach dem Tod seines Schwiegervaters Friedrich von Büttel zum Pastor ordiniert. Um 1734 übernahm er die Pfarrstelle in Wüppels, die er bis zu seinem Tod 1743 innehatte.                                                                   |
| 15 | Gottfried Bruns                    | 1744–1748 | geboren 1696 in Minsen; wurde 1729 als Unterprediger nach Neuende und 1744 als Pastor nach Wüppels berufen. Dort verstarb er bereits nach vier Jahren. |
| 16 | Nicolaus Hedden                    | 1749      | gebürtig aus Esens |
| 17 | Christian Diedrich von Buttel      | 1750–1769 | gebürtig aus Westrum |
| 18 | Anton Bernhard von Buttel          | 1770–1789 | gebürtig aus Schortens |
| 19 | Martin Schween                     | 1789–1801 | gebürtig aus St. Joost |
| 20 | Anton Günther Diedrich Drost       | 1801–1828 | gebürtig aus Tettens |
| 21 | Conrad Julius Friedrich Carstens   | 1828–1836 | gebürtig aus Schortens; sein Grab befindet sich auf dem Wüppelser Friedhof. |
| 22 | Friedrich August Lauts             | 1836–1845 | gebürtig aus Hohenkirchen |
| 23 | Anton Heinrich Minssen             | 1845–1871 | gebürtig aus Sandel; war vorher Pastor in Cleverns |
| 23 | Peter Friedrich Ludwig Büsing      | 1872–1876 | gebürtig aus Delmenhorst; war von 1848 bis 1872 Pastor in Seefeld. |
| 25 | Hinrich Carl Eduard Harms          | 1876–1904 | gebürtig aus Aurich |
|    | Vakanz                             | 1904–1909 | 1909 erfolgte der Zusammenschluss der Kirchengemeinden Wüppels und St. Joost. |
| 26 | Heinrich Anton Brunken             | 1904–1928 | gebürtig aus Dangast. Brunken war bereits ab 1898 in St. Joost tätig. |
| 27 | Martin Ernst Richard Ramsauer      | 1928–1935 | gebürtig aus Wiefelstede; nahm als Hauptmann am Zweiten Weltkrieg teil und war von 1945 bis 1964 im Pfarrdienst in Lemwerder-Bardewisch. Er verstarb am 26. Juni 1972 in Friedeburg. |
|    | Vakanz                             | 1935–1938 | |
| 28 | Walter Hans Appelstiel             | 1938–1973 | Vom 15. Januar 1942 bis zum 15. Juli 1945 nahm Appelstiel als Soldat am Zweiten Weltkrieg teil. 1973 ging er in den Ruhestand. |
| 29 | Friedrich-Wilhelm Assenbaum        | 1973–1991 | war von 1957 bis 1991 Pfarrer in Wiarden und ab 1973 Vakanzverwalter in Wüppels; er verstarb am 17. März 2015 in Neugarmssiel. |
| 30 | Holger Harrack                     | 1991–1992 | war Pfarrer an der Stadtkirche zu Jever und im angegebenen Zeitraum Vakanzverwalter in Wüppels |
| 31 | Stefan Welz                        | 1992–2002 | gebürtig aus Wilhelmshaven, ging nach seinem Pfarrdienst in St. Joost-Wüppels und Pakens als Auslandspastor nach Portugal. |
|    | Vakanz                             | 2003–2004 | |
| 32 | Stefan Grünefeld                   | 2005–2022 | Pfarrer in St. Joost-Wüppels und Pakens |
|    |                                    | seit 2023 | Pfarrer für die Bezirke St. Joost-Wüppels und Pakens der Ev.-luth. Kirchengemeinde Wangerland |